# Étienne Guyot
Pour les articles homonymes, voir Étienne Guyot (haut fonctionnaire).
Étienne Guyot, né le 1er mai 1766 à Mantoche en Haute-Saône et mort le 8 juin 1807 à Kleinenfeld, en Prusse, est un général français de la Révolution et de l’Empire. Ne pas le confondre avec un autre général du même nom à la même époque : Claude Étienne Guyot.

## Biographie
Il entre en service le 1er août 1791 au 1er bataillon de volontaires de la Haute-Saône. Il est d'abord élu lieutenant le 6 septembre 1791 puis capitaine le 16 octobre suivant. Le 27 octobre 1793, il fait sa première campagne à l’armée du Rhin en tant qu'aide de camp du général Bourcier. En 1795, il sert à l’armée de Rhin-et-Moselle et est promu chef d’escadron le 5 février 1799 au 17e régiment de dragons. Il rejoint ensuite l’armée d’Italie au mois de mars ; le 16 juillet de la même année, il est fait adjudant-général par le général en chef Bonaparte, avant d’être affecté à l’armée du Danube sous les ordres du général Masséna.
Le 5 janvier 1801, Guyot est nommé chef de brigade du 9e régiment de hussards, avec lequel il fait la campagne du Rhin. Il est nommé chevalier de la Légion d’honneur le 11 décembre 1803 et officier de l’ordre le 14 juin 1804. Il suit son régiment à l’armée des Côtes de l’Océan avant de rejoindre la Grande Armée en 1805 : il participe cette année-là aux batailles d’Ulm en octobre et d’Austerlitz le 2 décembre. Guyot est promu général de brigade le 24 décembre suivant et prend le commandement d'une brigade de cavalerie légère du 4e corps d’armée lors de la campagne de Prusse. Le 14 octobre 1806, il se trouve à la bataille d’Iéna. Il est tué le 8 juin 1807 dans une embuscade près du village de Kleinenfeld, après avoir franchi la rivière Passargue sous le feu des Russes.

## Sources
- (en) « Generals Who Served in the French Army during the Period 1789 - 1814: Eberle to Exelmans »
- Thierry Pouliquen, « Les généraux français et étrangers ayant servis [sic] dans la Grande Armée » (consulté le 5 janvier 2014)
- « Cote LH/1253/47 », base Léonore, ministère français de la Culture
- A. Lievyns, Jean-Maurice Verdot et Pierre Bégat, Fastes de la Légion-d'honneur, biographie de tous les décorés accompagnée de l'histoire législative et réglementaire de l'ordre, tome 3, Bureau de l’administration, 1847, 529 p. (lire en ligne), p. 207.
- Docteur Robinet, Jean-François Eugène et J. Le Chapelain, Dictionnaire historique et biographique de la révolution et de l'empire, 1789-1815, volume 2, Librairie Historique de la révolution et de l’empire, 886 p. (lire en ligne), p. 131.
- Philippe Arnould, Le général de cavalerie Étienne Guyot : 1766-1807 : histoire d'un héros franc-comtois, Paris, Teissèdre, 2000, 713 p. (Collection du Bicentenaire de l'épopée impériale).